# Gornau/Erzgeb.
Gornau/Erzgeb. är en kommun och ort i Landkreis Erzgebirgskreis i förbundslandet Sachsen i Tyskland. Kommunen har cirka 3 700 invånare.
Kommunen ingår i förvaltningsområdet Zschopau tillsammans med kommunen Zschopau.